# Sperrsitz

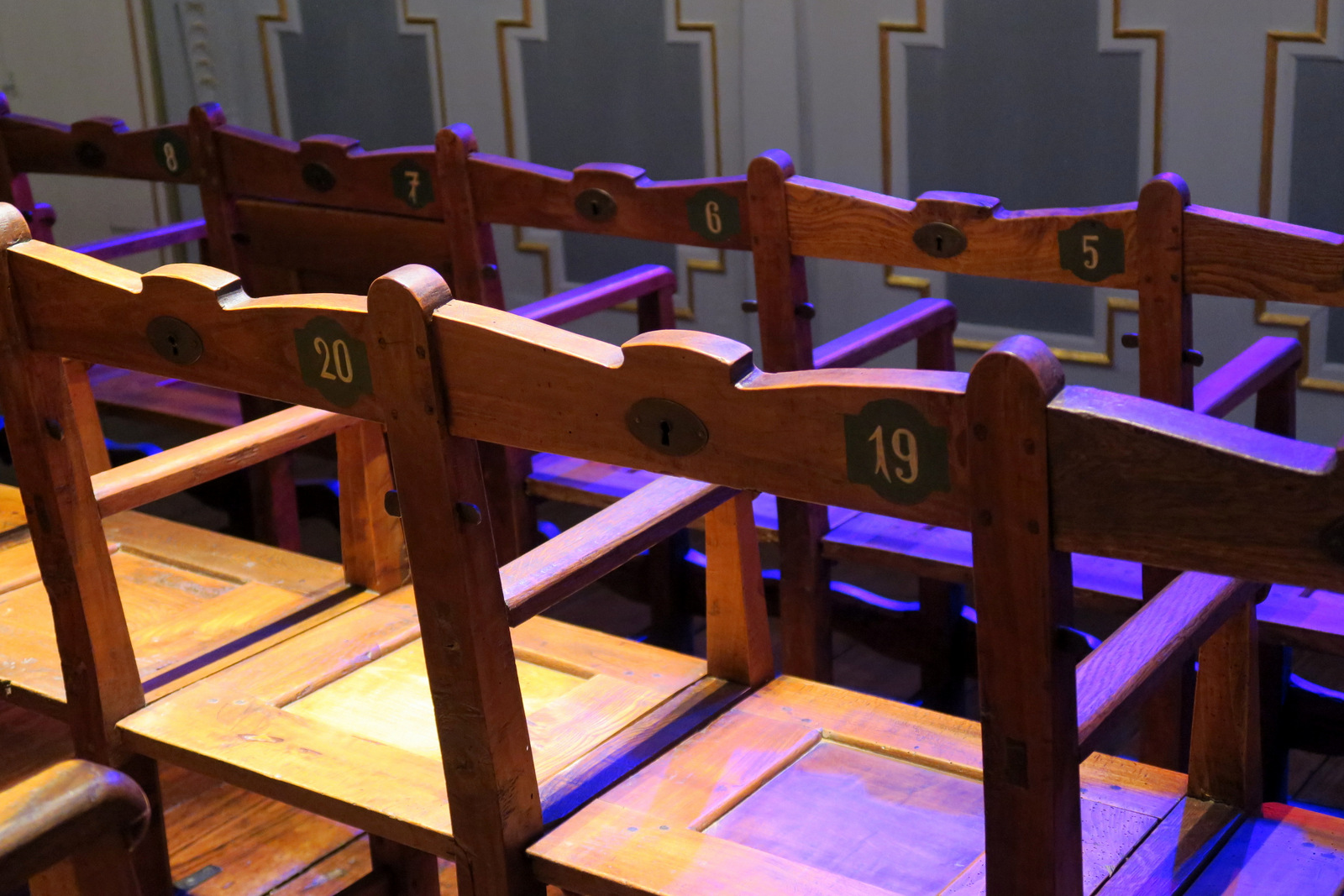
Absperrbare Sitze im Stadttheater Grein

Sperrsitz, auch Taschengeld-Loge, ist die Bezeichnung für eine Sitzplatzkategorie im Theater, Kino oder in anderen Veranstaltungsräumen. Sitzplätze dieser Kategorie liegen zwischen solchen des Parketts und den Logenplätzen.
Den Namen hat der Sitz von der ehemaligen Absperrmöglichkeit der Sitze. Die Sitzfläche des Holzstuhls konnte an die Rückenlehne hochgeklappt und dort mittels eines einfachen Schlosses abgesperrt werden. Wer also einen Sperrplatz kaufte, erhielt für eine gewisse Zeit den passenden Schlüssel für den Sitz. Dieser Schlüssel diente dann zudem als Eintrittskarte. Im historischen Stadttheater Grein (erbaut 1791) sind noch Original-Sperrsitze mit Schlüssel erhalten.